# Foxy Lady
Foxy Lady je osmi studijski album američke pjevačice Cher koji je 10. srpnja 1972. izdala izdavačka kuća Kapp Records. Potaknuta uspjehom prethodnog albuma Gypsys, Tramps & Thieves Cher i na ovom albumu nastavlja suradnju sa Snuff Garrettom (producent), Al Cappom (aranžer) te Sonny Bonom, njenim tadašnjim suprugom kao pomoćnim producentom. Foxy Lady je drugi i posljednji album za Kapp Records. 
Album je promoviran na veoma popularnom "The Sonny & Cher Comedy Hour" showu. Po izlasku album je od strane kritike dobio pozitivne ocjene ali komercijalno nije uspio premašiti prethodni te je prodan u 400.000 primjeraka u Sjevernoj Americi.

## Informacije o albumu
U vrijeme kad je album izdan, Cher je s dva albuma već bila zastupljena na top ljestvicama, ''Gypsys, Tramps & Thieves'' te ''All I Ever Need Is You'' povratničkim albumom sa suprugom Sonnyem. Taj period je za Cher bio veoma uspješan, etablirao ju je kao uspješnu samostalnu glazbenicu te i uspješnu televizijsku pojavu ("The Sonny & Cher Comedy Hour"). U to vrijeme je Snuff Garrett pomogao Cher s uspjehom njenih albuma.
Foxy Lady je pretežito produciran od strane Snuff Garretta; Bono je bio pomoćni producent na tri pjesme: "A Song For You", novi aranžman ATCO singla iz 1969. godine "The First Time", Bonova autorska pjesma i "Don't Hide Your Love", zadnji singl skinut s albuma. Suradnja Sonnya i Snuffa je bila toliko stresna da je Snuff nakon snimanja ovog albuma odlučio prekinuti suradnju s Cher. Bono je preuzeo producentsku palicu na sljedećem albumu Bittersweet White Light (MCA) koji je doživio komercijalni neuspjeh. Potom je Garrett bio ponovno doveden da producira album Half-Breed uz uvjet da Sonny ne bude uključen u proces snimanja. 
Uvodna pjesma koja je i prvi singl s albuma "Living in a House Divided" govori o razvodu i bila je donekle uspješna međutim album u konačnici nije uspio nastaviti jednake uspjehe prethodnih izdanja. Album sadrži dvije obrade, "A Song For You" te "Never Been To Spain" Hoyta Axtona. 
Do godine 1999. ovaj album je bio izdan samo na gramofonskoj ploči. Spomenute godine je izdan skupa s prethodnim albumom Gypsys, Tramps & Thieves pod nazivom Cher/Foxy Lady koji sadrži sve pjesme s oba albuma. Originalni album Foxy Lady samostalno ostaje na CD-u do danas neobjavljen.
Popis pjesama:
Strana A
1. "Living in a House Divided" (Tom Bahler) 2:57
2. "It Might as Well Stay Monday" (Bodie Chandler) 3:00
3. "A Song for You" (Leon Russell) 3:14
4. "Down, Down, Down" (Ester Jack) 2:53
5. "Don't Ever Try to Close a Rose" (Ginger Greco) 2:45

Strana B
1. "The First Time" (Sonny Bono) 3:10
2. "Let Me Down Easy" (John Simon, Al Stillman) 2:29
3. "If I Knew Then" (Bob Stone) 2:34
4. "Don't Hide Your Love" (Neil Sedaka, Howard Greenfield) 2:50
5. "Never Been to Spain" (Hoyt Axton) 3:27

## Produkcija
- glavni vokal: Cher
- producent: Snuff Garrett
- producent i fotografija: Sonny Bono
- inženjer zvuka: Lennie Roberts
- asistent aranžmana: Al Capps
- asistent aranžmana: Gene Page
- asistent aranžmana: Michel Rubini
- umjetnički direktor: Virginia Clark